# Вуа
Вуа (фр. void) — французский мягкий сыр, изготавливаемый фермерами в муниципалитете Вуа-Вакон департамента Мёз, Лотарингия.
Вуа относится к традиционным мягким сырам с плесневой корочкой. Цвет корочки — светло-коричневый. Головка прямоугольной формы.
Изготавливается вуа из непастеризованного коровьего молока.
Вуа имеет довольно острый вкус, напоминающий сыр сорта марой.